# Luchthaven Phú Quốc
De luchthaven Phú Quốc (Vietnamees: Sân bay Phú Quốc) is een voormalige luchthaven op het eiland Phu Quoc in de provincie Kiên Giang, Vietnam. De luchthaven lag 2 km van de binnenstad. In 2009 verwerkte de luchthaven nog 240.000 passagiers. Op 2 december 2012 sloot de luchthaven en opende de vervangende Internationale Luchthaven Phú Quốc.